# Phlebotomus trifilis
Phlebotomus trifilis är en tvåvingeart som beskrevs av Quate 1967. Phlebotomus trifilis ingår i släktet Phlebotomus och familjen fjärilsmyggor. Inga underarter finns listade i Catalogue of Life.